# Karl Josef von Bachmann
Pour les articles homonymes, voir Bachmann.
Karl Josef Anton Léodegard von Bachmann, né le 3 décembre 1734 à Näfels et mort guillotiné le 3 septembre 1792 à Paris, est une personnalité militaire suisse. Il est en particulier l'officier commandant le régiment des Gardes suisses le 10 août 1792 aux Tuileries.

## Biographie

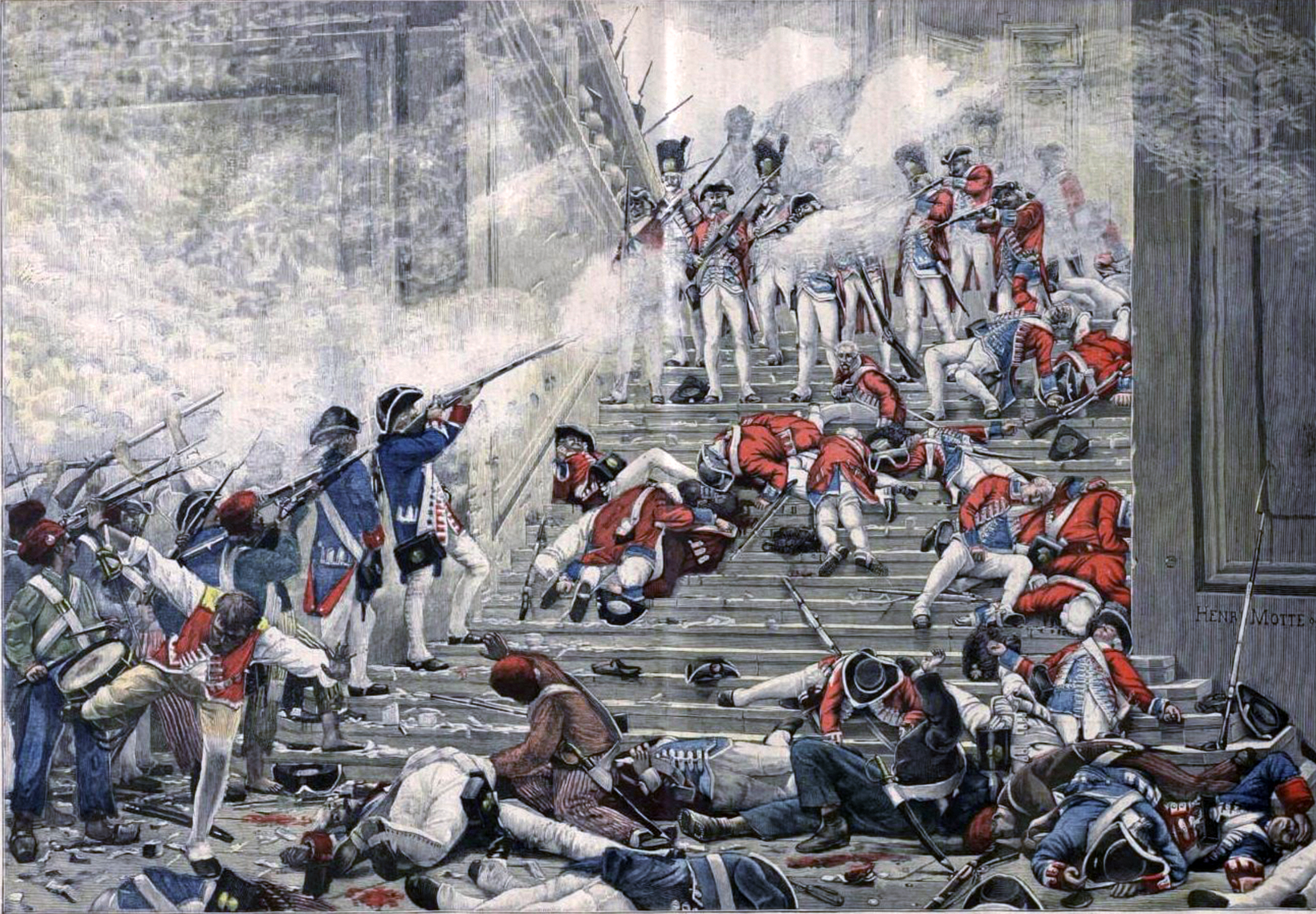
Affrontement entre gardes suisses et insurgés aux Tuileries, par Henri Motte (1892).

Né dans une ancienne famille patricienne ayant participé à l'indépendance des cantons suisses face aux tentatives d'annexion des empereurs d'Autriche, il s'engage jeune et fait carrière dans le régiment des Gardes suisses en France, régiment à la disposition du roi de France comme conséquence des accords de protectorat. Il est lieutenant-colonel du régiment en 1792, avec comme supérieur hiérarchique le colonel Louis-Auguste d'Affry.
Le 10 août 1792, les dantonistes ayant décidé d'organiser une nouvelle émeute populaire pour relancer le mouvement révolutionnaire, un rassemblement matinal d'une foule évaluée à 40 000 personnes a lieu devant les Tuileries.
Du fait de l'absence dans le château du colonel d'Affry, qui, malade, reste cloîtré à son domicile toute la journée, Karl Josef von Bachmann prend le commandement du régiment des Gardes suisses. Voyant la foule qui menace d'envahir les Tuileries, il propose au roi de se réfugier à l'Assemblée nationale, qui siège à côté. Aussi, dès le matin, il accompagne Louis XVI et sa famille jusque dans la loge du greffier de l'Assemblée nationale, où la famille royale reste toute la journée. 
Dans ses mémoires, Madame de Tourzel, gouvernante des enfants de France, raconte ainsi la scène : « nous traversâmes tristement les Tuileries pour gagner l'Assemblée. MM. de Poix, d'Hervilly, de Fleurieu, de Bachmann, major des Suisses, le duc de Choiseul, mon fils et plusieurs autres se mirent à la suite de Sa Majesté ».
Traversant le jardin des Tuileries et marchant sur des feuilles tombées des arbres, Louis XVI aurait dit : « L'hiver arrive vite, cette année ». La foule envahit la cour du château et cherche à gagner les étages supérieurs. Bachmann ayant demandé un ordre précis du roi, celui-ci répond en écrivant sur un billet qu'il ne veut pas que « le sang des Français soit versé. »
Mais des émeutiers s'emparent des fusils de la première ligne des gardes suisses et tentent de forcer le passage dans l'escalier du château. Des tirs dont l'origine est inconnue ont lieu et déclenchent une fusillade. Bachmann donne l'ordre aux gardes suisses de résister mais les munitions sont vite épuisées et environ 800 gardes massacrés. Napoléon Bonaparte, présent à Paris et spectateur du massacre, déclare plus tard qu'il n'a jamais vu dans toutes ses batailles un tel amas de cadavres sanglants et souillés. Quelques dizaines de gardes suisses échappent au massacre mais sont arrêtés ensuite à leur domicile, internés dans la Prison de l'Abbaye de Saint-Germain des Prés et tués pendant les massacres de septembre.
Karl Josef von Bachmann échappe au massacre mais est arrêté peu après et conduit à la Conciergerie. Seul officier suisse ayant participé à la journée du 10 août à être traduit devant un tribunal révolutionnaire, il est accusé d'avoir commandé le régiment des gardes suisses et ordonné à ses soldats de tirer sur la foule des émeutiers. Le 2 septembre 1792, la seconde section du Tribunal criminel, établi au Palais de Justice à Paris par la loi du 17 août 1792 et présidée par le juge révolutionnaire Matthieu, condamne Charles-Joseph-Antoine-Léger Bachmann à la peine de mort, conformément à l'article 11 de la deuxième section du titre premier de la deuxième partie du Code pénal.
Les juges se sont abstenus d'utiliser contre l'accusé les informations reçues par le tribunal d'une collusion de celui-ci avec son frère Niklaus Franz von Bachmann, lieutenant-colonel du régiment de Salis-Samade devenu le 64e régiment d'infanterie, régiment suisse stationné à Rouen, afin de ne pas mettre en danger les autres troupes suisses présentes sur le sol français.
Le 3 septembre 1792, lors des massacres de Septembre, le major Bachmann serait monté à l'échafaud revêtu de la veste rouge des gardes suisses[source insuffisante].
Pendant la Deuxième Coalition, son frère Niklaus Franz von Bachmann commande les troupes suisses et leur donne comme signe distinctif la croix blanche sur fond rouge qui deviendra le drapeau national de la Suisse. Pendant les Cent-Jours, il envahit la Franche-Comté, devenant le dernier chef d'une armée suisse ayant mené une offensive à l'étranger.
La Confédération suisse a fait procéder à l'érection d'un monument à Lucerne connu sous le nom de « Lion de Lucerne », en mémoire des Suisses tombés lors de l'assaut des Tuileries ; le nom de Karl Josef Bachmann y est gravé.